# ヴィニーチョ・マルキオーニ
ヴィニーチョ・マルキオーニ（Vinicio Marchioni、1975年8月10日 - ）はイタリアの俳優

## 略歴
イタリア・ローマ生まれ。2000年にローマのパフォーミングアーツフリーアカデミーを卒業後、2010年の映画『イラクの煙』で映画デビューすると、第67回ヴェネツィア国際映画祭のイタリア映画部門で最優秀男優賞を受賞する。なお、同賞はマルキオーニのために特別に再度設けられた賞で、1992年のジャン・マリア・ヴォロンテ以来の受賞である。

## 私生活
女優ミレーナ・マンチーニと2011年9月に結婚し、2人の間には2011年8月6日に長男マルコ、翌2012年10月17日に次男マルチェロが生まれている。

## 主な出演作品
- イラクの煙 20 sigarette (2010)
- 家への帰り道で Sulla strada di casa (2011)
- ブルーノのしあわせガイド Scialla! (2011)
- ローマでアモーレ To Rome with love (2012)
- ある愛へと続く旅 Venuto al mondo (2012)
- ミエーレ Miele (2013)
- 存在しない南 Il sud è niente (2013)
- ザ・プレイス 運命の交差点 The Place (2017)
- トスカーナの幸せレシピ Quanto basta (2018)
- 略奪者たち I predatori (2020)